# DSA-106
La carretera denominada DSA-106, es una carretera de ámbito local de la Red de Carreteras Española. Está situada en la provincia de Salamanca, Castilla y León. Une el término municipal de Calvarrasa de Arriba y la carretera nacional N-630, cubriendo una distancia total de 6,7 kilómetros. Esta carretera atraviesa el municipio de Arapiles, el campo de batalla de Los Arapiles, la vía del Ferrocarril Vía de la Plata y el Arroyo de la Ribera.

## Recorrido
La carretera DSA-106 tiene su origen en el término municipal de Arapiles en la intersección con las carreteras N-630 y DSA-202, y termina en la intersección con la carretera CL-510 en Calvarrasa de Arriba formando parte de la Red de carreteras de Salamanca.
| Arapiles (Intersección con /) - Calvarrasa de Arriba (Intersección con ) | Arapiles (Intersección con /) - Calvarrasa de Arriba (Intersección con ) | Arapiles (Intersección con /) - Calvarrasa de Arriba (Intersección con ) | Arapiles (Intersección con /) - Calvarrasa de Arriba (Intersección con ) | Arapiles (Intersección con /) - Calvarrasa de Arriba (Intersección con ) | Arapiles (Intersección con /) - Calvarrasa de Arriba (Intersección con ) | Arapiles (Intersección con /) - Calvarrasa de Arriba (Intersección con ) | Arapiles (Intersección con /) - Calvarrasa de Arriba (Intersección con ) | Arapiles (Intersección con /) - Calvarrasa de Arriba (Intersección con ) | Arapiles (Intersección con /) - Calvarrasa de Arriba (Intersección con ) | Arapiles (Intersección con /) - Calvarrasa de Arriba (Intersección con ) |
| Esquema                                                                  | PK                                                                       | Sentido Calvarrasa de Arriba                                             | Sentido Calvarrasa de Arriba                                             | Sentido Calvarrasa de Arriba                                             | Sentido Calvarrasa de Arriba                                             | Sentido Arapiles                                                         | Sentido Arapiles                                                         | Sentido Arapiles                                                         | Sentido Arapiles                                                         | Incidencias                                                              |
| Esquema                                                                  | PK                                                                       | Velocidad                                                                | Elemento                                                                 | Salida                                                                   | Salida                                                                   | Salida                                                                   | Salida                                                                   | Elemento                                                                 | Velocidad                                                                | Incidencias                                                              |
| Esquema                                                                  | PK                                                                       | Velocidad                                                                | Elemento                                                                 | Dir.                                                                     | Nombre                                                                   | Nombre                                                                   | Dir.                                                                     | Elemento                                                                 | Velocidad                                                                | Incidencias                                                              |
| ------------------------------------------------------------------------ | ------------------------------------------------------------------------ | ------------------------------------------------------------------------ | ------------------------------------------------------------------------ | ------------------------------------------------------------------------ | ------------------------------------------------------------------------ | ------------------------------------------------------------------------ | ------------------------------------------------------------------------ | ------------------------------------------------------------------------ | ------------------------------------------------------------------------ | ------------------------------------------------------------------------ |
|                                                                          | 0,0                                                                      |                                                                          |                                                                          | Salamanca                                                                | Salamanca                                                                | Salamanca                                                                |                                                                          |                                                                          |                                                                          |                                                                          |
| Miranda de Azán                                                          | 0,0                                                                      |                                                                          |                                                                          |                                                                          |                                                                          |                                                                          |                                                                          |                                                                          |                                                                          |                                                                          |
| Mozárbez                                                                 | 0,0                                                                      |                                                                          |                                                                          |                                                                          |                                                                          |                                                                          |                                                                          |                                                                          |                                                                          |                                                                          |
|                                                                          | 0,1                                                                      |                                                                          |                                                                          |                                                                          |                                                                          |                                                                          |                                                                          |                                                                          |                                                                          |                                                                          |
|                                                                          | 0,2                                                                      |                                                                          |                                                                          |                                                                          | Cáceres                                                                  | Cáceres                                                                  |                                                                          |                                                                          |                                                                          |                                                                          |
|                                                                          | 0,2                                                                      | Arapiles Calvarrasa de Arriba Salamanca                                  |                                                                          |                                                                          |                                                                          |                                                                          |                                                                          |                                                                          |                                                                          |                                                                          |
|                                                                          | 0,2                                                                      | Miranda de Azán                                                          |                                                                          |                                                                          |                                                                          |                                                                          |                                                                          |                                                                          |                                                                          |                                                                          |
|                                                                          | 0,4                                                                      |                                                                          |                                                                          |                                                                          | Arapiles Calvarrasa de Arriba                                            | Arapiles Calvarrasa de Arriba                                            |                                                                          |                                                                          |                                                                          |                                                                          |
|                                                                          | 0,4                                                                      | Salamanca                                                                |                                                                          |                                                                          |                                                                          |                                                                          |                                                                          |                                                                          |                                                                          |                                                                          |
|                                                                          | 0,4                                                                      | Miranda de Azán Cáceres                                                  |                                                                          |                                                                          |                                                                          |                                                                          |                                                                          |                                                                          |                                                                          |                                                                          |
|                                                                          | 0,6                                                                      |                                                                          |                                                                          |                                                                          |                                                                          |                                                                          |                                                                          |                                                                          |                                                                          |                                                                          |
|                                                                          | 1,4                                                                      |                                                                          |                                                                          | ARAPILES                                                                 | ARAPILES                                                                 | ARAPILES                                                                 | ARAPILES                                                                 |                                                                          |                                                                          |                                                                          |
|                                                                          | 1,5                                                                      |                                                                          |                                                                          | Las Torres                                                               | Las Torres                                                               | Las Torres                                                               | Las Torres                                                               |                                                                          |                                                                          |                                                                          |
|                                                                          | 2,2                                                                      |                                                                          |                                                                          | ARAPILES                                                                 | ARAPILES                                                                 | ARAPILES                                                                 | ARAPILES                                                                 |                                                                          |                                                                          |                                                                          |
|                                                                          | 3,5                                                                      |                                                                          |                                                                          | Vía verde Ruta de la Plata                                               | Vía verde Ruta de la Plata                                               | Vía verde Ruta de la Plata                                               | Vía verde Ruta de la Plata                                               |                                                                          |                                                                          |                                                                          |
|                                                                          | 6,3                                                                      |                                                                          |                                                                          | CALVARRASA DE ARRIBA                                                     | CALVARRASA DE ARRIBA                                                     | CALVARRASA DE ARRIBA                                                     | CALVARRASA DE ARRIBA                                                     |                                                                          |                                                                          |                                                                          |
|                                                                          | 6,5                                                                      |                                                                          |                                                                          |                                                                          | Alba de Tormes Piedrahíta                                                | Alba de Tormes Piedrahíta                                                | Alba de Tormes Piedrahíta                                                |                                                                          |                                                                          |                                                                          |
|                                                                          | 6,5                                                                      | Centro Urbano                                                            |                                                                          |                                                                          |                                                                          |                                                                          |                                                                          |                                                                          |                                                                          |                                                                          |
|                                                                          | 6,5                                                                      | Salamanca                                                                |                                                                          |                                                                          |                                                                          |                                                                          |                                                                          |                                                                          |                                                                          |                                                                          |